# Nestor Serrano
Nestor Serrano (The Bronx (New York), 5 november 1955) is een Amerikaans acteur.

## Biografie
Serrano was voordat hij acteur werd een bankbediende van een bank in New York, hij ging les nemen aan de Queen College in informatica. Terwijl hij onderweg was naar deze les zag hij een lange rij mensen die auditie kwamen doen voor de dramaklas. Hij wilde nieuwe mensen ontmoeten en besloot om ook auditie te doen en werd uitgenodigd om een rol te spelen in een theatervoorstelling. Hierdoor besloot hij om acteur te worden en zegde zijn baan op bij de bank.
Serrano begon met acteren op off-Broadway theaters in de eind jaren zeventig en maakte in 1985 zijn debuut op Broadway in het toneelstuk The Boys of Winter als Bonney en Sarge. Hierna speelde hij nog tweemaal op Broadway, in 1986 met het toneelstuk Cuba & His Teddy Bear als Redlights en in 1995 met het toneelstuk The Tempest als Antonio.
Serrano begon in 1986 met acteren voor televisie in de film The Money Pit. Hierna heeft hij nog meer dan 120 rollen gespeeld in films en televisieseries zoals Lethal Weapon 2 (1989), I Love Trouble (1994), Bad Boys (1995), Daylight (1996), The Insider (1999), Witchblade (2001-2002), The Day After Tomorrow (2004), 24 (2005), Definitely, Maybe (2008), 90210 (2010-2011) en Act of Valor.
Serrano is in 2002 getrouwd, en heeft hieruit een zoon en een dochter.

## Filmografie

### Films
Selectie:
- 2014 Captain America: The Winter Soldier - als generaal
- 2012 Act of Valor – als Walter Ross
- 2008 Definitely, Maybe – als Arthur Robredo
- 2005 The Man – als Manuel Cortez
- 2004 The Day After Tomorrow – als Gomez
- 2002 Showtime – als Ray
- 1999 The Insider – als FBI agent Robertson
- 1999 Bringing Out the Dead – als Dr. Hazmat
- 1996 Daylight – als Weller
- 1995 Bad Boys – als detective Sanchez
- 1994 I Love Trouble – als Pecos
- 1989 Lethal Weapon 2 – als Eddie Estaban
- 1986 The Money Pit –als Julio

### Televisieseries
Uitgezonderd eenmalige gastrollen.
- 2022 Walker: Independence - als Francis Reyes - 4 afl.
- 2017 APB - als Michael Salgado - 5 afl.
- 2016 The Last Ship - als Alex River - 9 afl.
- 2016 Banshee - als Emilio Loera - 2 afl.
- 2016 Bosch - als rechercheur Frank Silva - 2 afl.
- 2014 - 2015 Revenge - als chief Edward Alvarez - 5 afl.
- 2014 Graceland - als Carlos Solano sr. - 4 afl.
- 2011 - 2013 Blue Bloods - als kapitein Derek Elwood - 2 afl.
- 2012 Dexter - als Hector Estrada - 2 afl.
- 2010 – 2011 90210 – als Vixtor Luna – 7 afl.
- 2005 CSI: Crime Scene Investigation – als rechercheur Ortega – 2 afl.
- 2004 – 2005 LAX – als burgemeester Hortense – 3 afl.
- 2005 24 – als Navi Araz – 10 afl.
- 2001 – 2002 Witchblade – als kapitein Bruno Dante – 10 afl.
- 1996 – 1997 Moloney – als Matty Navarro – 5 afl.
- 1992 – 1993 The Hat Squad – als Rafael – 5 afl.
- 1989 – 1990 True Blue – als Geno Toffenelli – 12 afl.
- 1988 Hunter – als Jessie Cruz – 2 afl.

- International Standard Name Identifier: 0000 0000 4290 9547
- Library of Congress Control Number: no00066141
- MusicBrainz: cd1cc5f5-c61b-46a0-b2b6-4f3fd351b1df
- Nationale Bibliotheek van Israël: 987007431863805171
- Virtual International Authority File: 16772586
- WorldCat: E39PBJB4bxRB9TkQ4KR3q8bDbd